# Militärtechnische Schule der Luftstreitkräfte/Luftverteidigung „Harry Kuhn“
Die Militärtechnische Schule der Luftstreitkräfte/Luftverteidigung „Harry Kuhn“ (MTS der LSK/LV) bestand von 1973 bis 1990 in Bad Düben. Sie war dem Kommando LSK/LV direkt unterstellt und diente zur Ausbildung von Unteroffizieren und Fähnrichen in den Verwendungen der LSK/LV innerhalb der NVA-Luftstreitkräfte der DDR.

## Geschichte

### Gründung
Am 1. November 1973 wurde auf Grundlage des Befehls Nr. 115/73 des Ministers für Nationale Verteidigung vom 23. Juli 1973 die Unteroffiziersschule VIII (US-VIII) aufgestellt. Sie entstand in Bad Düben im Kreis Eilenburg und war dem Stellvertreter des Ministers und Chefs der Luftstreitkräfte/Luftverteidigung unterstellt. Die Unteroffiziersausbildung fand bis dahin an der Offiziershochschule der Luftstreitkräfte/Luftverteidigung „Franz Mehring“ in Kamenz statt. Das Ausbildungsbataillon 14 in Brück wurde damit aufgelöst. Die Neugliederung des Stabes sowie der Fach- und Stabseinrichtungen dauerte bis zum 25. April 1974. Die offizielle Eröffnung der Unteroffiziersschule fand am 21. September 1974 mit der Überreichung der Truppenfahne durch Generalmajor Manfred Barthel statt.

### Ausbildungsstandort 1974 bis 1990
Auf Beschluss des Kollegiums des Ministeriums für Nationale Verteidigung und anlässlich des 26. Jahrestages der DDR wurde der Unteroffiziersschule VIII mit Wirkung vom 27. September 1975 der Ehrenname „Harry Kuhn“ verliehen.
Ab 31. August 1982 begann man, zusätzlich eine Fähnrichausbildung in einem zweijährigen Direktstudium durchzuführen. Bis dahin erfolgte die Fähnrichlaufbahn über die Unteroffiziersausbildung, einer anschließenden praktischen Zeit als Unteroffizier und einem Fähnrichlehrgang. Die direkte Fähnrichausbildung hatte den Status eines Fachschulstudiums. Daher wurde am 3. September 1984 die Unteroffiziersschule VIII in Militärtechnische Schule der Luftstreitkräfte/Luftverteidigung (MTS) umbenannt, wodurch sie nun auch offiziell den Status einer Fachschule hatte.
Die MTS der LSK/LV hatte im Vergleich zu anderen Militärschulen einen großen Durchlauf an Schülern. Neben den Fähnrichschülern, welche zwei Jahre in Bad Düben blieben, gab es vor allem die Unteroffiziersschüler (ca. 80 % der Auszubildenden), die ihre Ausbildung nach einem halben Jahr abschlossen und danach als Unteroffizier auf Zeit (UaZ) oder Berufsunteroffizier in die verschiedenen Truppenteile der Luftstreitkräfte/Luftverteidigung (Militärflugplätze, Flugabwehr-Einheiten u. a.) der DDR versetzt wurden und dort ihren dreijährigen Dienst als Zeit- oder zehnjährigen Dienst als Berufssoldat fortsetzten. Eine dreijährige Dienstzeit in der NVA bot im Unterschied zur 18-monatigen Wehrpflicht gewisse Vorteile: Einflussnahme auf Truppenteil und Standort, wesentlich höherer Wehrsold, früh eingezogen zu werden, bevorzugt einen Studienplatz an Fach- oder Hochschulen bzw. Universitäten zu erlangen, der auf diese Weise mit einem erhöhten Stipendium verbunden war. So bestanden die Kompanien der Unteroffiziersschüler an der MTS in jedem Winter-Ausbildungshalbjahr mehrheitlich aus Abiturienten, weil diese ihre Schulzeit jeweils im Sommer beendeten und im Herbst desselben Jahres eingezogen wurden. Insgesamt waren mit den Wehrpflichtigen im Grundwehrdienst, den Unteroffizieren, Fähnrichen und Offizieren sowie den Zivilangestellten über 2000 Menschen an der MTS beschäftigt. Auch Armeeangehörige anderer Staaten, z. B. aus Syrien, Irak und Sambia, wurden zeitweise als sogenannte „Ausländische Militärkader“ an der MTS aus- und weitergebildet.

### Nutzung nach 1990

#### Bundespolizei

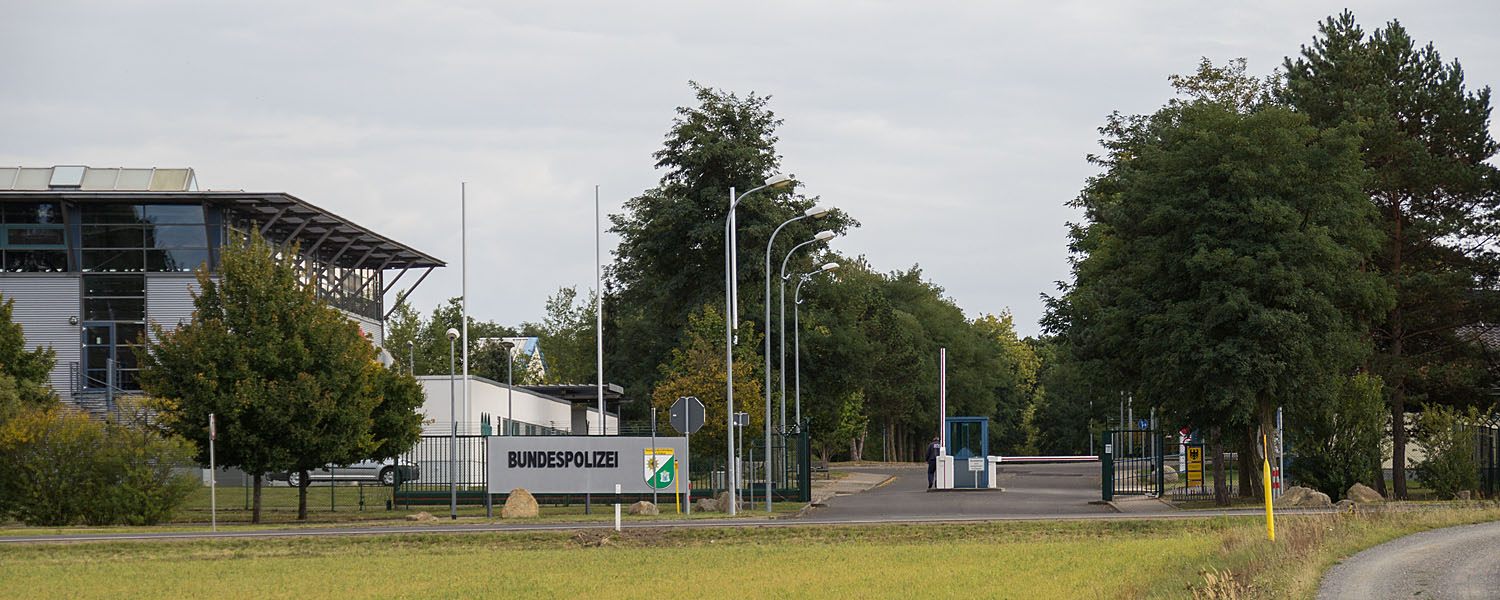
Sporthalle und Eingangsbereich der Bundespolizei

Mit dem Beitritt der DDR zur Bundesrepublik Deutschland wurde die Militärtechnische Schule der Luftstreitkräfte/Luftverteidigung am 3. Oktober 1990 aufgelöst und vom Bundesgrenzschutz als Grenzschutzabteilung Ost 3 übernommen. Seit 23. September 1992 ging die Liegenschaft von der Bundeswehr an die Grenzschutzabteilung Ost 3 über. Am 1. Januar 1998 erfolgte die Umbenennung in Bundesgrenzschutzabteilung Bad Düben (BGSA) und am 1. Juli 2005 in Bundespolizeiabteilung Bad Düben. Teile des Geländes nutzt bis heute die Bundespolizei. Die auf dem Gelände im Jahr 1998 errichtete neue Sporthalle wird unterdessen auch von Bad Dübener Vereinen genutzt. Im Zeitraum 1992 bis 2016 investierte die Bundespolizei etwa 60 Millionen Euro für die Herrichtung und Erhaltung der Gebäude und technischen Einrichtungen auf der Liegenschaft. Derzeit nutzt die Bundespolizei den nordöstlichen Bereich des Geländes auf dem sich damals das Stabsgebäude, der Exerzierplatz, die Unterrichtsgebäude, die Feuerwehr sowie der Fahrzeugpark und die Fahrzeugwerkstätten befanden.

#### Unterrichtsgebäude

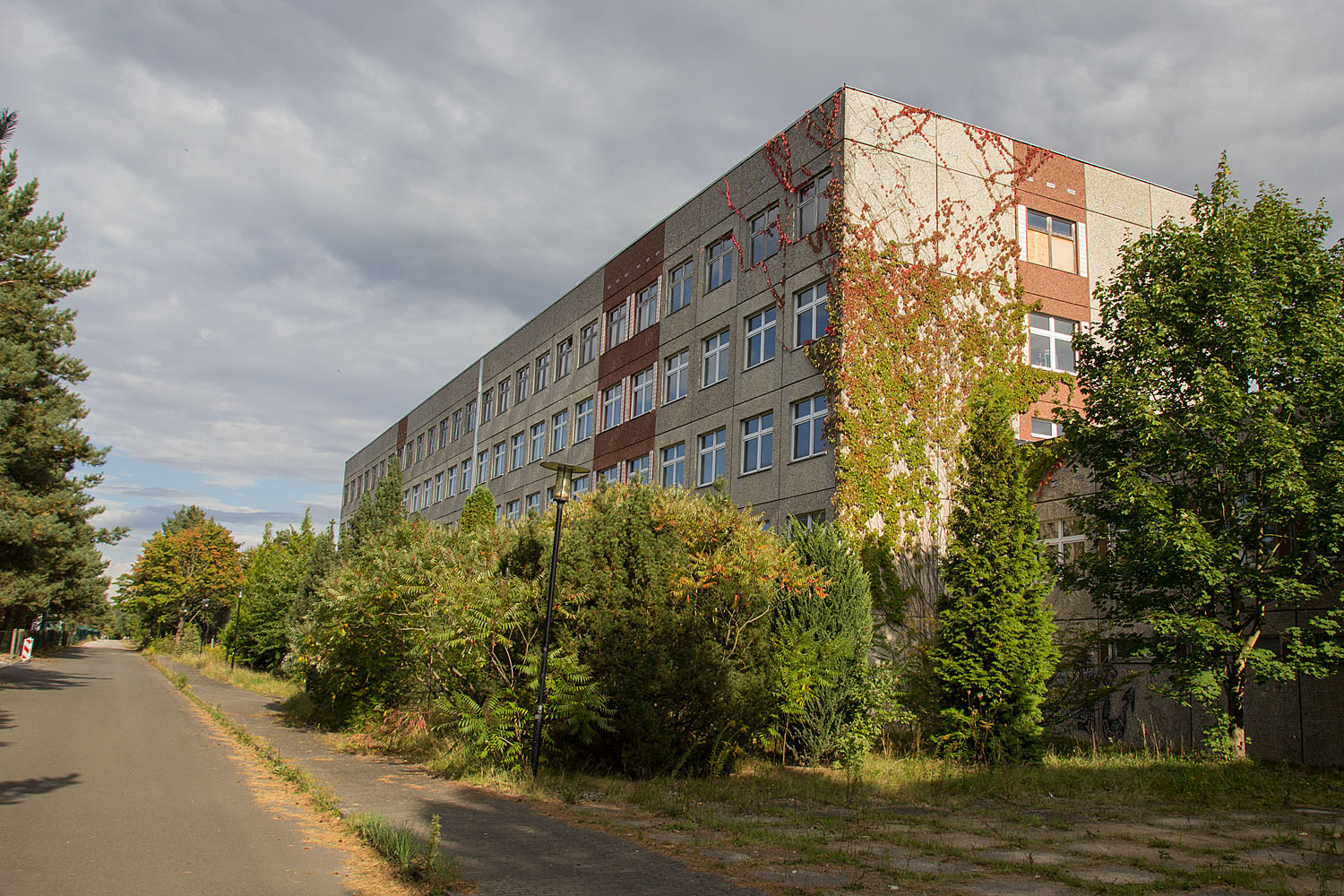
Ehemaliges Gymnasium

Der Block im hinteren Teil der ehemaligen Kaserne diente als Schulgebäude in der Fähnrichausbildung. Im Erdgeschoss gab es zwei Geschäfte der militärischen Handelsorganisation (MHO). Nach der Wende bekam der Bereich eine neue Zufahrtsstraße und wurde vom ursprünglichen Kasernengelände abgegrenzt. In den Jahren von 1991 bis 1993 wurde das Haus zur Umschulung und Berufsausbildung durch die Firma ELEKLUFT genutzt. Von 1992 bis 2009 war ein Gymnasium im Gebäude eingerichtet. 1993 bis 2002 unter dem Namen Albert-Schweitzer-Gymnasium, von 2002 bis zur Schließung 2009 war es eine Außenstelle des Martin-Rinckart-Gymnasium Eilenburg. Seit 2009 steht das Gebäude leer, soll ab 2019/2020 jedoch als Evangelisches Schulzentrum Bad Düben als weiterführende Schule genutzt werden. Im Jahr 2017 wurde ein entsprechender Bauantrag für den 7 Mio. Euro teuren Umbau gestellt. Im Juli 2018 lag die Baugenehmigung vor, die Umbauarbeiten begannen im August 2018. Zunächst wird ein rund zehn Meter langes Gebäudeteil vom Erdgeschoss bis zum Dach abgerissen und in diesen Teil ein Entree mit Dachterrasse und Fahrstuhl gebaut werden. Später soll noch ein Anbau folgen.

#### NVA-Klubhaus

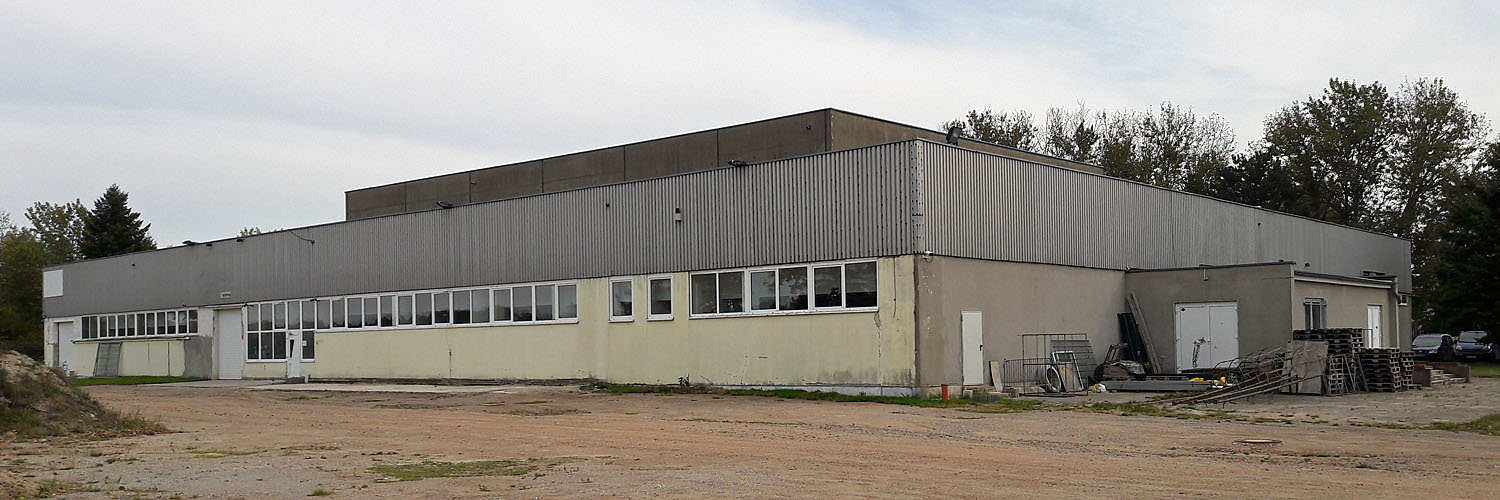
NVA-Klubhaus

Das 1971 erbaute 2.747 Quadratmeter große ehemalige NVA-Klubhaus mit Saal und MHO-Gaststätte wurde in den 1990er Jahren unter den Namen Tatüü als Diskothek genutzt. Nach vierjährigen Verhandlungen um den Eigentumserwerb investierte der Betreiber Michael Grunewald Mitte 1997 rund 2,2 Millionen Mark und baute das Gebäude in eine Tanzarena um. Auf rund 10.000 Quadratmetern entstanden binnen zweier Monate fünf Erlebnisbereiche, ein Center-Treff und die Tanzhalle Galaxy als Mittelpunkt. Fortan wurde das Gebäude als Diskothek Galaxy genutzt. Später befand sich die Fuego Club und Bar im Gebäude. Im Herbst 2014 wurde das Gebäude wieder als Diskothek unter dem Namen Cube Club genutzt.
Im Frühjahr schloss der Cube Club jedoch wieder, auch von Mängeln im Brandschutz war die Rede. Am 28. November 2015 sollte erneut ein Diskothekenbetrieb unter dem Namen New Galaxy eröffnen, die bestehenden Brandschutzprobleme konnten jedoch nicht behoben werden, sodass das Ordnungsamt eine Nutzungsuntersagung aussprach und die Eröffnung des New Galaxy daraufhin abgesagt wurde.

Immer wieder waren Teile des Klubhauses an neue Nutzer vermietet; so war eine Pizzeria samt Bowlingbahn ansässig. Auch die National Security Group, ein Wach- und Sicherheitsunternehmen, war im Gebäude ansässig.
Am 20. März 2019 soll das Gebäude am Leipziger Amtsgericht zwangsversteigert werden. Interesse an dem leer stehenden Haus scheint vorhanden, da auch Unternehmer aus der Region mitsteigern wollen.

#### Verfall der Gebäude
Die ehemaligen Unterkunftsblöcke und die Küche mit Speiseraum stehen seit der Wende leer und zerfallen seit Jahren.

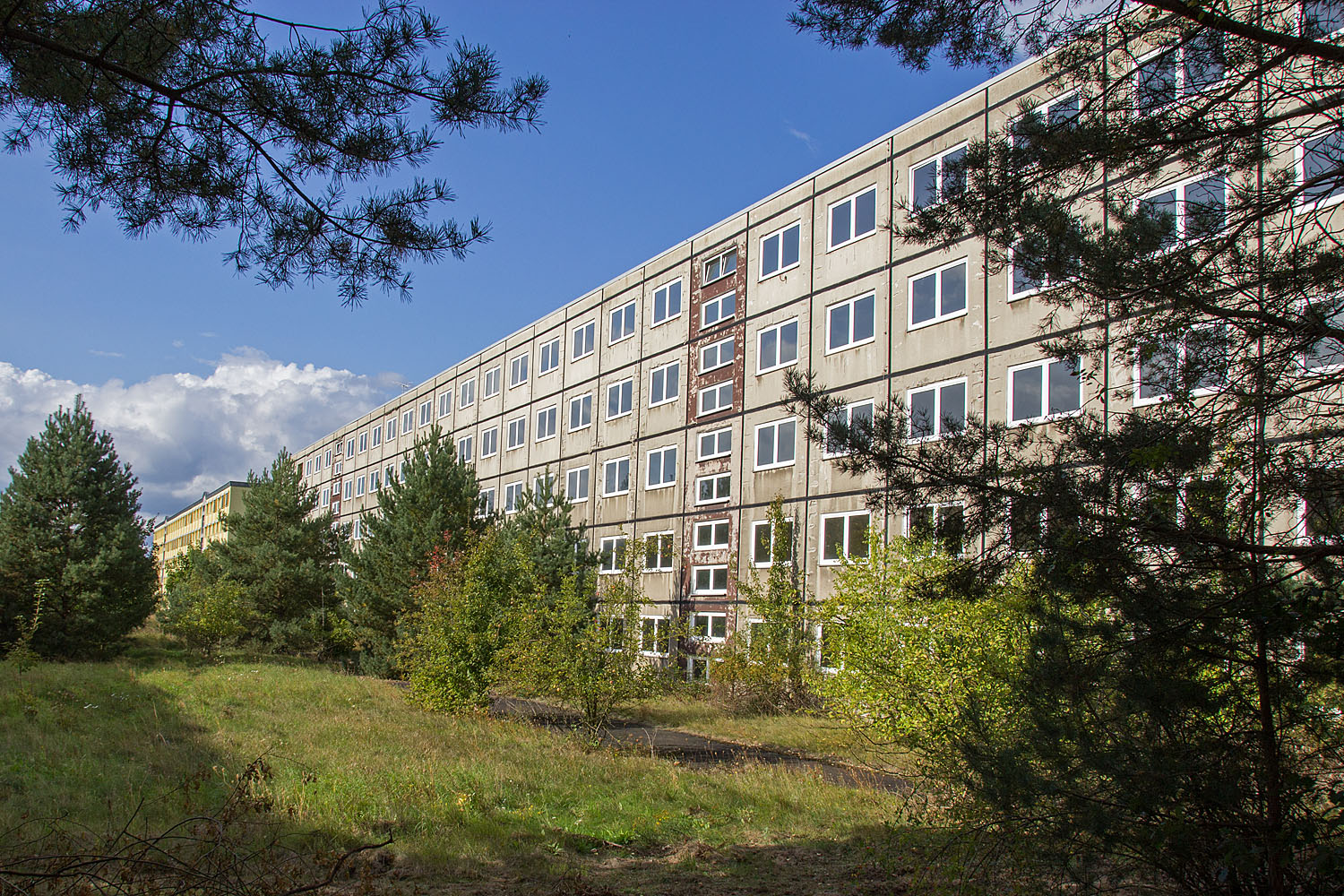
Unterkunftsblöcke für Unteroffiziersschüler und ausländische Militärschüler
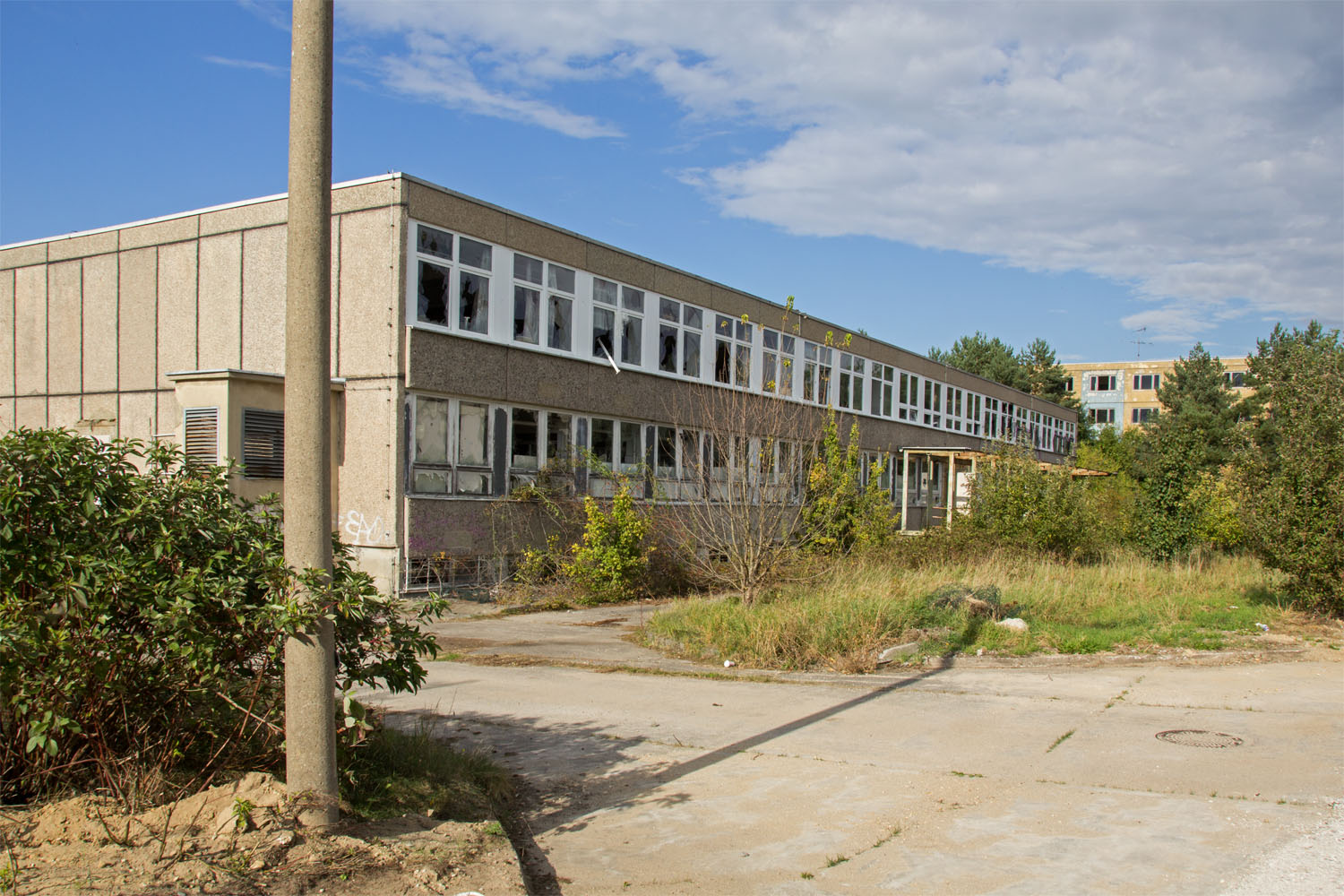
Küche und Speiseraum
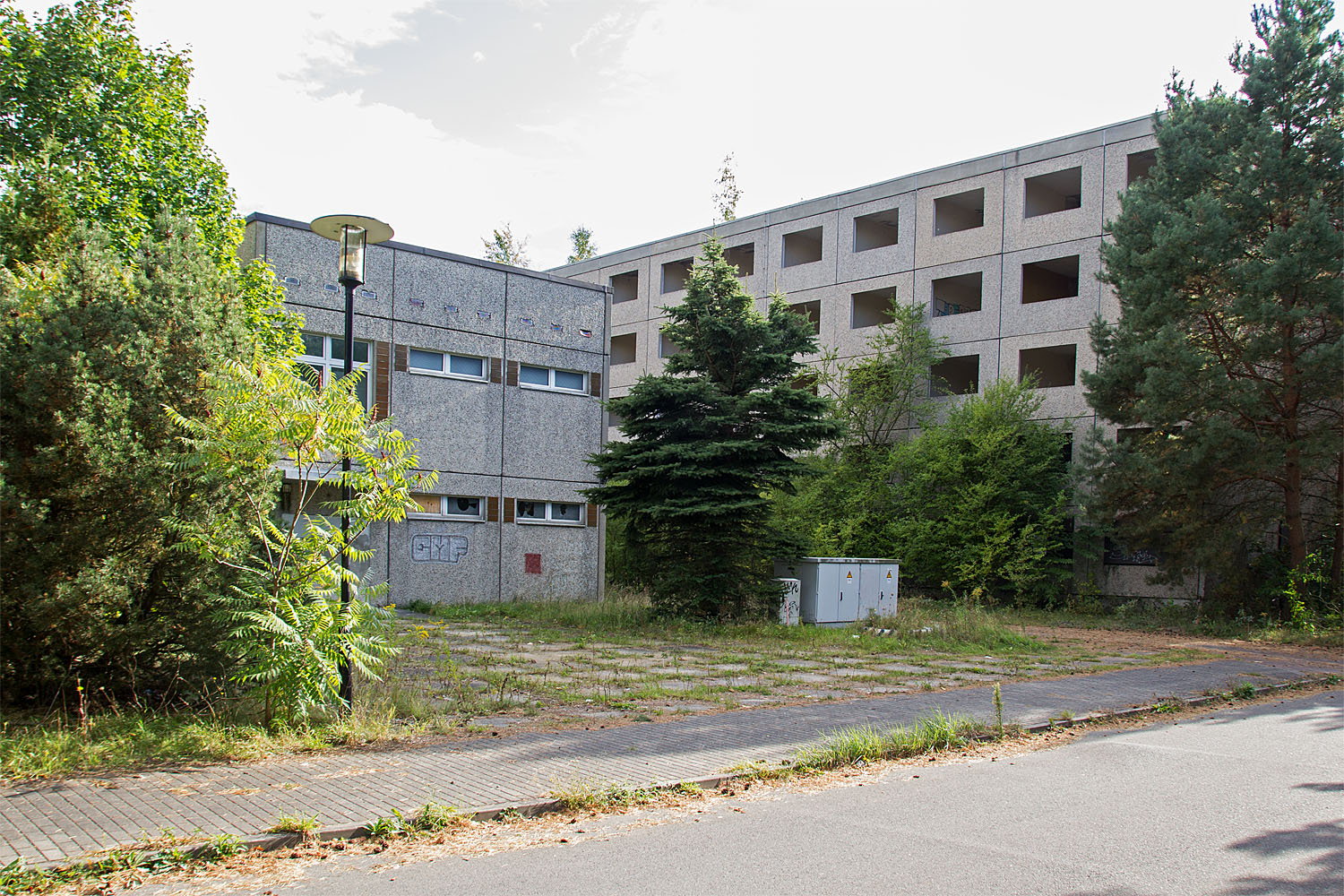
Rechts das Unterkunftsgebäude für Fähnrichschüler (U500), links der Vortragssaal/Kino

#### Abriss
Im August 2018 überreichte Sachsens Innenstaatssekretär Günther Schneider an die Bürgermeisterin Astrid Münster einen Fördermittelbescheid aus dem Landesbrachenprogramm in Höhe von rund 2,8 Millionen Euro für den Abriss. Rings um die ehemaligen mehrgeschossigen Unterkunftsblöcke und dem Versorgungsgebäude wurde Ende 2018 Baufreiheit für die Abrissarbeiten geschaffen. Das Unternehmen "DERAG Zwickau mbH" erhielt den Zuschlag für die Abrissarbeiten. Die alten NVA-Blöcke sollen im Jahr 2019 abgerissen werden. Am 11. Januar 2019 begann der Abriss des ersten Blocks, der ehemaligen Fähnrich-Unterkunft, zwischen den Sturmbahnen und der Sporthalle und wurde Ende 2019 abgeschlossen.

## Fachrichtungen
Für die halbjährige Unteroffiziersausbildung wurden die Fachrichtungen Fliegeringenieurdienst, Flugsicherung, Fla-Raketentruppen, Funktechnische Truppen, und Gesellschaftswissenschaftliche Ausbildung von der Offiziershochschule der LSK/LV „Franz Mehring“ übernommen. Die Fachrichtungen Rückwärtige Dienste und Nachrichten- und Flugsicherung wurden vom bisherigen Ausbildungsbataillon 14 von Brück nach Bad Düben verlegt. Die erfolgreiche Ausbildung endete mit der Ernennung zum Dienstgrad Unteroffizier. Für Berufsunteroffiziere schloss sich nach etwa zwei bis drei Jahren Dienst ein Berufsunteroffizierslehrgang von drei bzw. sechs Monaten Dauer an. Mit dem Bestehen der Abschlussprüfung dieses Lehrgangs erfolgte gleichzeitig der Erwerb eines staatlich anerkannten Meistertitels.
Das Fachschulstudium der Fähnrichschüler gliederte sich in die Fachrichtungen:
- Instandhaltung Zelle/Triebwerk (Abschluss als Maschineningenieur)
- Instandhaltung Flugzeugspezialausrüstung (Abschluss als Automatisierungsingenieur)
- Elektroenergieerzeugung und -speicherung (Abschluss als Elektroingenieur)
- Nutzung/Instandhaltung von Funk- und Funkmesstechnik (Abschluss als Elektroingenieur)
- Nutzung/Instandhaltung Raketenleitstation (Abschluss als Elektroingenieur)
- Nutzung/Instandhaltung von Führungs- und Leittechnik (Abschluss als Elektroingenieur)
- Nutzung/Instandhaltung Fla-Rakete/Bodenausrüstung (Abschluss als Elektroingenieur)
- Nutzung/Instandhaltung von Flugsicherungstechnik (OSP) (Abschluss als Ingenieur für Flugsicherung)
- Flugsicherungsbetriebsdienst (Abschluss als Ingenieur für Flugsicherung)
- Nutzung/Instandhaltung von Flugsicherungstechnik (Landeanlagen) (Abschluss als Ingenieur für Flugsicherung)
- Gefechtsdienst Führungsstellen (bis 30. November vorbehaltlich genauer Angaben 1981 ... 1987) (Abschluss als Ingenieur für Informationsverarbeitung)
- Treib- und Schmierstoffdienst/Rückwärtige Dienste (Abschluss als Ingenieurökonom)
- Nutzung/Instandhaltung von Richtfunktechnik des Automatisierten Führungssystems (AFS) (Abschluss als Ingenieur für Fernmeldewesen)

Die Absolventen der Fachrichtung "Treib- und Schmierstoffdienst/Rückwärtige Dienste" wurden in allen Teilstreitkräften der Nationalen Volksarmee eingesetzt.
Nach der Wende wurde Absolventen der MTS-Fähnrichausbildung nach einer 1200 Stunden umfassenden Zusatzausbildung der Ingenieurabschluss als gleichwertiger Fachschulabschluss anerkannt.

## Kommandeure
| Dienstgrad, Name            | Dienstzeit | Bemerkung                                                                              |
| --------------------------- | ---------- | -------------------------------------------------------------------------------------- |
| Generalmajor Manfred Tröger | 1973–1988  | vorher Stellvertretender Kommandeur für Unteroffiziersausbildung an der OHS der LSK/LV |
| Oberst Manfred Werner       | 1988–1990  | vorher Regimentskommandeur im NR-14                                                    |